# Craig Lincoln
Craig Howard Lincoln (Mineápolis, 7 de octubre de 1950) es un deportista estadounidense que compitió en saltos de trampolín.
Participó en los Juegos Olímpicos de Múnich 1972, obteniendo una medalla de bronce en la prueba individual. Ganó una medalla de plata en los Juegos Panamericanos de 1971.

## Palmarés internacional
| Juegos Olímpicos     | Juegos Olímpicos | Juegos Olímpicos  | Juegos Olímpicos |
| Año                  | Lugar            | Medalla           | Prueba           |
| -------------------- | ---------------- | ----------------- | ---------------- |
| 1972                 | Múnich (RFA)     | Medalla de bronce | Trampolín 3 m    |
| Juegos Panamericanos |                  |                   |                  |
| Año                  | Lugar            | Medalla           | Prueba           |
| 1971                 | Cali (Colombia)  | Medalla de plata  | Trampolín 3 m    |